# El Trull (la Pobla de Lillet)
El Trull és una muntanya de 1.263 metres que es troba al municipi de la Pobla de Lillet, a la comarca catalana del Berguedà.